# Petar Šegedin
Petar Šegedin (Yugoslavia, 14 de septiembre de 1926-14 de octubre de 1994) fue un atleta yugoslavo especializado en la prueba de 3000 m obstáculos, en la que consiguió ser subcampeón europeo en 1950.

## Carrera deportiva
En el Campeonato Europeo de Atletismo de 1950 ganó la medalla de plata en los 3000 m obstáculos, llegando a meta en un tiempo de 9:07.4 segundos, tras el checoslovaco Jindřich Roudný  (oro con 9:05.4 segundos) y por delante del finlandés Erik Blomster.